# ليونارد ميريديث
ليونارد ميريديث (بالإنجليزية: Leonard Meredith)‏ مواليد 2 فبراير 1882 في لندن، المملكة المتحدة - الوفاة 27 يناير 1930 في دافوس، كان دراج إنجليزي. سبق أن شارك في دورة الألعاب الأولمبية الصيفية وفاز بميدالية أولمبية.

## الميداليات
| الميدالية | المسابقة                       |
| --------- | ------------------------------ |
| ذهبية     | الألعاب الأولمبية الصيفية 1908 |
| فضية      | الألعاب الأولمبية الصيفية 1912 |

## روابط خارجية
- ليونارد ميريديث على موقع أرشيف الدراجات (الإنجليزية)
- ليونارد ميريديث على موقع إحصائيات الدراجات الإحترافية (الإنجليزية)
- ليونارد ميريديث على موقع أوليمبيديا (الإنجليزية)
- ليونارد ميريديث على موقع اللجنة الأولمبية البريطانية (الإنجليزية)